# Club Can't Handle Me
Club Can't Handle Me is de eerste single van het derde studioalbum van de Amerikaanse rapper Flo Rida in samenwerking met de Franse dj David Guetta. De plaat werd geschreven door Tramar Dillard, Carmen Key, Kasia Livingston, Mike Caren, Giorgio Tuinfort, David Guetta en Frédéric Riesterer en geproduceerd door de laatste twee. Het nummer verscheen op 28 juni 2010. Het nummer staat op de soundtrack van de film Step Up 3D, waar het tevens de leadsingle van het is. 
In Nederland kwam het nummer in de Top 40 op plaats 2 terecht, in de Single Top 100 kwam het tot plaats 10. In Vlaanderen bereikte het nummer de vijfde plaats, waar het ook een gouden status verwierf. In 2010 stond het nummer op de derde plek in de Dance 15 van The X Vibe, een jaarlijkse hitlijst met de populairste dancenummers van het jaar.

## Tracklist

### Cd-single
"Club Can't Handle Me" (Prod By David Guetta)	3:52

### Duitse cd-single
1. "Club Can't Handle Me" (Prod By David Guetta)	3:53
2. "Fresh I Stay" (Prod By Raphael RJ2)	3:05

### Club Can't Handle Me — ep
1. "Club Can't Handle Me" (Prod By David Guetta)	3:52
2. "Fresh I Stay" (Prod By Raphael RJ2)	3:05
3. "Club Can't Handle Me" (Sidney Samson Remix)	6:04
4. "Club Can't Handle Me" (Ridney Vocal Remix)	6:10
5. "Club Can't Handle Me" (Felguk Remix)	5:51
6. "Club Can't Handle Me" (Manufactured Superstars Remix)	5:15
7. "Club Can't Handle Me" (Fuck Me I'm Famous Remix)	4:54

## Hitnoteringen

### Nederlandse Top 40
| Hitnotering: 31-07-2010 t/m 11-12-2010 | Hitnotering: 31-07-2010 t/m 11-12-2010 | Hitnotering: 31-07-2010 t/m 11-12-2010 | Hitnotering: 31-07-2010 t/m 11-12-2010 | Hitnotering: 31-07-2010 t/m 11-12-2010 | Hitnotering: 31-07-2010 t/m 11-12-2010 | Hitnotering: 31-07-2010 t/m 11-12-2010 | Hitnotering: 31-07-2010 t/m 11-12-2010 | Hitnotering: 31-07-2010 t/m 11-12-2010 | Hitnotering: 31-07-2010 t/m 11-12-2010 | Hitnotering: 31-07-2010 t/m 11-12-2010 | Hitnotering: 31-07-2010 t/m 11-12-2010 | Hitnotering: 31-07-2010 t/m 11-12-2010 | Hitnotering: 31-07-2010 t/m 11-12-2010 | Hitnotering: 31-07-2010 t/m 11-12-2010 | Hitnotering: 31-07-2010 t/m 11-12-2010 | Hitnotering: 31-07-2010 t/m 11-12-2010 | Hitnotering: 31-07-2010 t/m 11-12-2010 | Hitnotering: 31-07-2010 t/m 11-12-2010 | Hitnotering: 31-07-2010 t/m 11-12-2010 | Hitnotering: 31-07-2010 t/m 11-12-2010 | Hitnotering: 31-07-2010 t/m 11-12-2010 |
| Week:                                  | 1                                      | 2                                      | 3                                      | 4                                      | 5                                      | 6                                      | 7                                      | 8                                      | 9                                      | 10                                     | 11                                     | 12                                     | 13                                     | 14                                     | 15                                     | 16                                     | 17                                     | 18                                     | 19                                     | 20                                     |                                        |
| -------------------------------------- | -------------------------------------- | -------------------------------------- | -------------------------------------- | -------------------------------------- | -------------------------------------- | -------------------------------------- | -------------------------------------- | -------------------------------------- | -------------------------------------- | -------------------------------------- | -------------------------------------- | -------------------------------------- | -------------------------------------- | -------------------------------------- | -------------------------------------- | -------------------------------------- | -------------------------------------- | -------------------------------------- | -------------------------------------- | -------------------------------------- | -------------------------------------- |
| Positie:                               | 32                                     | 20                                     | 12                                     | 8                                      | 8                                      | 8                                      | 7                                      | 6                                      | 4                                      | 3                                      | 2                                      | 3                                      | 3                                      | 3                                      | 7                                      | 8                                      | 11                                     | 15                                     | 21                                     | 36                                     | uit                                    |

### NederlandseSingle Top 100
| Hitnotering: 24-07-2010 t/m 27-11-2010 | Hitnotering: 24-07-2010 t/m 27-11-2010 | Hitnotering: 24-07-2010 t/m 27-11-2010 | Hitnotering: 24-07-2010 t/m 27-11-2010 | Hitnotering: 24-07-2010 t/m 27-11-2010 | Hitnotering: 24-07-2010 t/m 27-11-2010 | Hitnotering: 24-07-2010 t/m 27-11-2010 | Hitnotering: 24-07-2010 t/m 27-11-2010 | Hitnotering: 24-07-2010 t/m 27-11-2010 | Hitnotering: 24-07-2010 t/m 27-11-2010 | Hitnotering: 24-07-2010 t/m 27-11-2010 | Hitnotering: 24-07-2010 t/m 27-11-2010 | Hitnotering: 24-07-2010 t/m 27-11-2010 | Hitnotering: 24-07-2010 t/m 27-11-2010 | Hitnotering: 24-07-2010 t/m 27-11-2010 | Hitnotering: 24-07-2010 t/m 27-11-2010 | Hitnotering: 24-07-2010 t/m 27-11-2010 | Hitnotering: 24-07-2010 t/m 27-11-2010 | Hitnotering: 24-07-2010 t/m 27-11-2010 | Hitnotering: 24-07-2010 t/m 27-11-2010 | Hitnotering: 24-07-2010 t/m 27-11-2010 |
| Week:                                  | 1                                      | 2                                      | 3                                      | 4                                      | 5                                      | 6                                      | 7                                      | 8                                      | 9                                      | 10                                     | 11                                     | 12                                     | 13                                     | 14                                     | 15                                     | 16                                     | 17                                     | 18                                     | 19                                     |                                        |
| -------------------------------------- | -------------------------------------- | -------------------------------------- | -------------------------------------- | -------------------------------------- | -------------------------------------- | -------------------------------------- | -------------------------------------- | -------------------------------------- | -------------------------------------- | -------------------------------------- | -------------------------------------- | -------------------------------------- | -------------------------------------- | -------------------------------------- | -------------------------------------- | -------------------------------------- | -------------------------------------- | -------------------------------------- | -------------------------------------- | -------------------------------------- |
| Positie:                               | 53                                     | 30                                     | 25                                     | 15                                     | 14                                     | 14                                     | 10                                     | 11                                     | 13                                     | 12                                     | 14                                     | 14                                     | 23                                     | 25                                     | 32                                     | 38                                     | 48                                     | 46                                     | 79                                     | uit                                    |

### VlaamseUltratop 50
| Hitnotering: 31-07-2010 t/m 20-11-2010 | Hitnotering: 31-07-2010 t/m 20-11-2010 | Hitnotering: 31-07-2010 t/m 20-11-2010 | Hitnotering: 31-07-2010 t/m 20-11-2010 | Hitnotering: 31-07-2010 t/m 20-11-2010 | Hitnotering: 31-07-2010 t/m 20-11-2010 | Hitnotering: 31-07-2010 t/m 20-11-2010 | Hitnotering: 31-07-2010 t/m 20-11-2010 | Hitnotering: 31-07-2010 t/m 20-11-2010 | Hitnotering: 31-07-2010 t/m 20-11-2010 | Hitnotering: 31-07-2010 t/m 20-11-2010 | Hitnotering: 31-07-2010 t/m 20-11-2010 | Hitnotering: 31-07-2010 t/m 20-11-2010 | Hitnotering: 31-07-2010 t/m 20-11-2010 | Hitnotering: 31-07-2010 t/m 20-11-2010 | Hitnotering: 31-07-2010 t/m 20-11-2010 | Hitnotering: 31-07-2010 t/m 20-11-2010 | Hitnotering: 31-07-2010 t/m 20-11-2010 | Hitnotering: 31-07-2010 t/m 20-11-2010 |
| Week:                                  | 1                                      | 2                                      | 3                                      | 4                                      | 5                                      | 6                                      | 7                                      | 8                                      | 9                                      | 10                                     | 11                                     | 12                                     | 13                                     | 14                                     | 15                                     | 16                                     | 17                                     |                                        |
| -------------------------------------- | -------------------------------------- | -------------------------------------- | -------------------------------------- | -------------------------------------- | -------------------------------------- | -------------------------------------- | -------------------------------------- | -------------------------------------- | -------------------------------------- | -------------------------------------- | -------------------------------------- | -------------------------------------- | -------------------------------------- | -------------------------------------- | -------------------------------------- | -------------------------------------- | -------------------------------------- | -------------------------------------- |
| Positie:                               | 34                                     | 9                                      | 6                                      | 5                                      | 6                                      | 6                                      | 6                                      | 7                                      | 5                                      | 14                                     | 13                                     | 20                                     | 22                                     | 24                                     | 28                                     | 33                                     | 40                                     | uit                                    |